# Londen Marathon 1981
De Londen Marathon 1981 werd gelopen op zondag 29 maart 1981. Het was de eerste editie van deze marathon. 
De Amerikaan Dick Beardsley en de Noor Inge Simonsen kwamen bij de mannen gezamenlijk in 2:11.48 over de finish, terwijl ze elkaars hand vasthielden. Zij werden beiden tot winnaars uitgeroepen. De Engelse Joyce Smith won bij de vrouwen in 2:29.57.

## Uitslagen

### Mannen
| rang  | naam                | land | tijd    |
| ----- | ------------------- | ---- | ------- |
| Goud  | Dick Beardsley      | USA  | 2:11.48 |
| Goud  | Inge Simonsen       | NOR  | 2:11.48 |
| Brons | Trevor Wright       | ENG  | 2:12.53 |
| 4     | Michael Kearns      | ENG  | 2:13.37 |
| 5     | Graham Laing        | SCO  | 2:13.59 |
| 6     | Brian Geoffrey Cole | ENG  | 2:14.01 |
| 7     | James Dingwall      | SCO  | 2:14.54 |
| 8     | Keith Penny         | ENG  | 2:15.31 |
| 9     | Paul-John Eales     | ENG  | 2:15.55 |
| 10    | Donald Faircloth    | ENG  | 2:16.36 |

### Vrouwen
| rang   | naam             | land | tijd    |
| ------ | ---------------- | ---- | ------- |
| Goud   | Joyce Smith      | ENG  | 2:29.57 |
| Zilver | Ngaire Drake     | NZL  | 2:37.12 |
| Brons  | Gillian Horovitz | ENG  | 2:40.44 |
| 4      | Kathy Molitor    | USA  | 2:42.26 |
| 5      | Sally Strauss    | USA  | 2:42.42 |
| 6      | Karen Holdsworth | ENG  | 2:43.28 |
| 7      | Suzan Morris     | ENG  | 2:43.28 |
| 8      | Julie Barleycorn | ENG  | 2:45.33 |
| 9      | Veronique Marot  | FRA  | 2:46.51 |
| 10     | Margaret Lockley | ENG  | 2:47.29 |
| 11     | Leslie Watson    | SCO  | 2:48.06 |

1981 ·
1982 ·
1983 ·
1984 ·
1985 ·
1986 ·
1987 ·
1988 ·
1989 ·
1990 ·
1991 ·
1992 ·
1993 ·
1994 ·
1995 ·
1996 ·
1997 ·
1998 ·
1999 ·
2000 ·
2001 ·
2002 ·
2003 ·
2004 ·
2005 ·
2006 ·
2007 ·
2008 ·
2009 ·
2010 ·
2011 ·
2012 ·
2013 ·
2014 ·
2015 ·
2016 ·
2017